# Будо-Голубієвицька сільська рада
Будо-Голубієвицька сільська рада — колишня адміністративно-територіальна одиниця та орган місцевого самоврядування в Базарському районі Коростенської і Волинської округ, Київської та Житомирської областей УРСР з адміністративним центром у селі Буда-Голубієвичі.

## Населені пункти
Сільській раді на момент ліквідації були підпорядковані населені пункти:
- с. Буда-Голубієвичі
- с. Вила
- с. Недашківка
- с. Сингаї
- с. Старий Кужіль
- с. Трикіпці

## Населення
Кількість населення ради, станом на 1923 рік, становила 1 726 осіб, кількість дворів — 308.
Станом на 1 жовтня 1941 року, в сільраді налічувалось 164 двори з 646 мешканцями в них, в тому числі: чоловіків — 278 та жінок — 368.

## Історія та адміністративний устрій
Утворена 1923 року, в складі сіл Буда-Голубієвичі, Вила, Кужіль (згодом — Старий Кужіль), колонії Славковичі, слобід Берестницька, Вишенська, Недашківська, Сингаївська та хуторів Ведмежий Ріг і Три Копці Базарської волості Овруцького повіту Волинської губернії. 7 березня 1923 року сільська рада увійшла до складу новоствореного Базарського району Коростенської округи.
12 січня 1924 року с. Славковичі відійшло до складу новоствореної Гуто-Мар'ятинської сільської ради Базарського району, 10 березня 1926 року туди ж був переданий х. Берестниця (слоб. Берестницька). Станом на 1 жовтня 1941 року слоб. Вишенська знята з обліку населених пунктів.
Відповідно до інформації довідника «Українська РСР. Адміністративно-територіальний поділ», станом на 1 вересня 1946 року сільрада входила до складу Базарського району Житомирської області, на обліку в раді перебували с. Буда-Голубієвичі, Вила, Недашки, Сингаї, Старий Кужель і Трикіпці.
11 серпня 1954 року, відповідно до указу Президії Верховної ради УРСР «Про укрупнення сільських рад по Житомирській області», сільську раду було ліквідовано, територію та населені пункти включено до складу Голубієвицької сільської ради Базарського району Житомирської області.